# Thuidium chenagonii
Thuidium chenagonii là một loài Rêu trong họ Thuidiaceae. Loài này được Müll. Hal. ex Renauld & Cardot miêu tả khoa học đầu tiên năm 1895.